# .ax
.ax — национальный домен верхнего уровня для Аландских островов, введенный в 2006 году. Ранее для веб-сайтов, относящихся к Аландским островам, использовался субдомен .aland.fi.

## История
17 февраля 2006 г. парламент Финляндии утвердил изменение законов, регулирующих финские доменные имена, включив в него домен верхнего уровня .ax. 17 марта 2006 года президент Финляндии Тарья Халонен подписала закон, вступивший в силу 27 марта 2006 года.
9 июня 2006 г. ICANN одобрила делегирование домена верхнего уровня .ax правительству Аландских островов. Домен .ax был добавлен в корневую зону 21 июня 2006 г. и стал активным 15 августа 2006 г. Сам код AX взят из стандарта ISO 3166 и был присвоен Аландским островам в 2004 году. Буквы X нет в названии Аландских островов ни на одном из языков используемых на Аландских островах, но другие возможные коды уже были заняты, например, .al Албанией, .ad Андоррой и .an тем, что в то время было Нидерландскими Антильскими островами.
В течение трех лет домен .ax и субдомен aland.fi использовались параллельно, регистрация новых доменов в субдомене .aland.fi была прекращена, а для всех владельцев доменов в этом субдомене были зарегистрированы соответствующие домены в зоне .ax.
С 5 сентября 2016 года регистрация домена в зоне .ax доступна любому человеку или организации из любой страны мира, а не только связанным с Аландскими островами, как это было ранее.